# Telefunken (Radsportteam)
Telefunken war ein professionelles deutsches Radsportteam. Sponsor war das Unternehmen Telefunken GmbH, ein Unternehmen der Funk- bzw. Nachrichtentechnik aus Berlin.

## Geschichte
Telefunken war lediglich in der Saison 1960 im Radsport engagiert und speziell nur in der Deutschland-Rundfahrt. In der Deutschland-Rundfahrt (die den Namen Internationale Afri-Cola Deutschland-Rundfahrt 1960 trug) gelang durch Fredy Rüegg ein Etappensieg. Zum Ende der Saison wurde das Team offiziell aufgelöst.

## Erfolge
1960
- eine Etappe Deutschland-Rundfahrt

## Bekannte Fahrer
- Fritz Gallati
- Hans Hollenstein
- Fredy Rüegg